# Обратная сторона любви
«Обра́тная сторона́ любви́» — восьмой студийный альбом российской панк-рок-группы «Наив». Выпущен 1 сентября 2006 года. Альбом стал самым дорогостоящим и самым успешным в карьере группы: было продано почти 100 000 его копий. Четыре песни с альбома попали в ротацию «Нашего радио»: «Иллюзия свободы», «Что нам делать?», «Обыватель» и «Часики». «Обратная сторона любви» получила самые лестные отклики в прессе.

## Об альбоме
Альбом записывался на 7 студиях и стал самым дорогостоящим за время существования группы. Однако вложения музыкантов оправдали себя: пластинка стала самой продаваемой, только за первый месяц было продано 25 000 её копий. Музыканты стали чуть серьёзнее и использовали самые разные стили, от рэгги до ню-метал.
Презентация альбома состоялась 13 октября 2006 года в клубе Точка в Москве.

## Список композиций
| №                   | Название                                    | Длительность |
| ------------------- | ------------------------------------------- | ------------ |
| 1.                  | «G8»                                        | 2:09         |
| 2.                  | «Что нам делать?»                           | 3:42         |
| 3.                  | «Моё сердце (не остановилось)»              | 4:20         |
| 4.                  | «Часики» (cover Валерия)                    | 3:39         |
| 5.                  | «Ненависть»                                 | 3:23         |
| 6.                  | «Иллюзия свободы»                           | 3:39         |
| 7.                  | «В борьбе?»                                 | 3:11         |
| 8.                  | «Лучшие друзья девушек» (feat. Павел Гонин) | 3:58         |
| 9.                  | «Обыватель» (cover Spitfire)                | 2:45         |
| 10.                 | «Колыбельная» (feat. Тихон Кубов)           | 4:19         |
| 11.                 | «Н.Н.Н.Н.З.»                                | 4:49         |
| Общая длительность: | Общая длительность:                         | 40:02        |

## Участники записи
Группа «НАИВ»
- Александр «Чача» Иванов — вокал
- Валерий Аркадин — гитара, клавишные, бэк-вокал
- Дмитрий «Снэйк» Хакимов — ударные, перкуссия, программирование
- Николай Богданов — бас-гитара, бэк-вокал, вокал (7), клавишные

Приглашённые музыканты
- Блондинка КсЮ — бэк-вокал (4)
- Павел Гонин (Гonja) — вокал (8), перкуссия (8)
- Александр Комаров («Элизиум») — трубы (8)
- Александр Козловский — перкуссия (9)
- Тихон Кубов («I.F.K.») — вокал (10)
- DJ Groovex — программирование (6, 7, 11)
- n0th1ng — программирование (2, 4)
- Александр Лукичев — программирование (1)

## Отзывы и критика
После прослушивания песни «Что нам делать?» создатель легендарной группы Sex Pistols Малькольм Макларен сказал следующее:

Это сексуально — и всё тут! Уверен, что для поколения лэптопов, которое тратит всё время на интернет, даже сам звук живой гитары должен казаться очень сексуальным. Я, конечно, уже много чего подобного слышал, и у меня этот трек вызывает лёгкое ощущение дежавю.
По мнению интернет-портала NEWSmuz.com в 2006 году «Наив» достиг пика своего звучания, выпустив пластинку «Обратная сторона любви». Этим альбомом отечественная панк-музыка заявила, что и она может звучать не как «говнорок», а быть смело оформленной аранжировками и эффектной подачей даже политических композиций, такой как «Иллюзия свободы».